# Suchý
Suchý (deutsch Suchy) ist eine Gemeinde in Tschechien. Sie befindet sich sieben Kilometer östlich von Boskovice und gehört zum Okres Blansko.

## Geographie

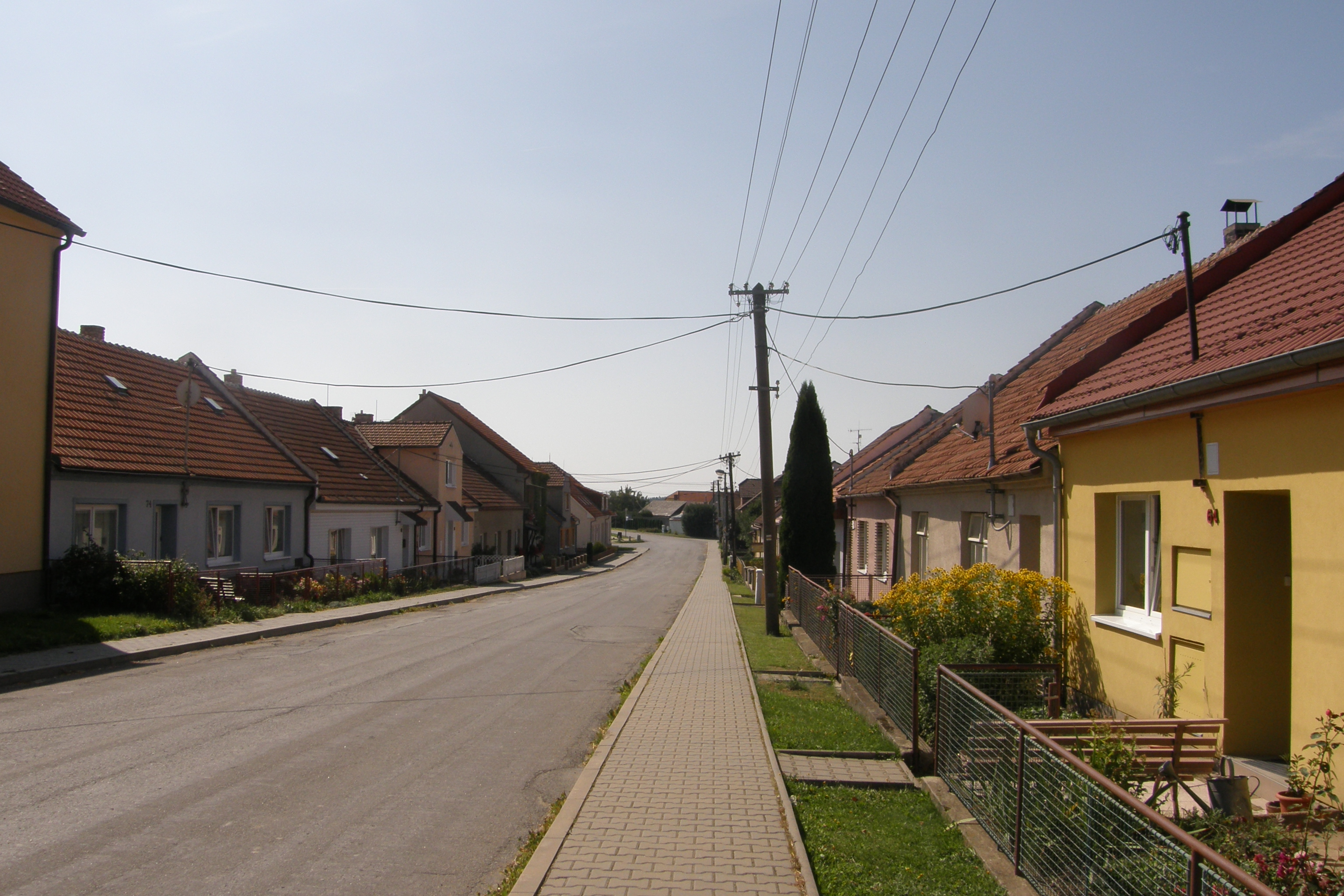
Suchy

Suchý befindet sich am südöstlichen Fuße des Přibitá (Talyberg, 682 m) in der Talmulde der Žďárná im Drahaner Bergland. Nordöstlich erhebt sich der Skalky (Gemeindeberg, 735 m), an dessen Südhang der Sloupský potok, der Hauptquellbach der Punkva, entspringt. Am westlichen Ortsrand wird die Žďárná im Weiher Suchý rybník gestaut.
Nachbarorte sind Benešov im Norden, Pavlov und Buková im Nordosten, Protivanov im Osten, Skelná Huť, Obora und Niva im Südosten, Žďárná im Süden, Valchov im Südwesten, Velenov im Westen sowie Okrouhlá im Nordwesten.

## Geschichte
Sucha wurde im Jahre 1754 gegründet. Die ersten Bewohner des Dorfes stammten aus dem verlassenen Ort Benýška.
Nach der Ablösung der Patrimonialherrschaften im Jahre 1848 bildete Sucha eine Gemeinde, die von 1850 bis 1960 zum Okres Boskovice gehörte. Seit 1890 lautet der Gemeindename Suchý. Im Jahre 1961 kam das Dorf zum Okres Blansko.
Suchý ist heute ein Erholungsort. Der Suchý rybník ist als Badesee beliebt, und im Winter bestehen wegen der Höhenlage gute Bedingungen für Skiläufer.

## Ortsgliederung
Für die Gemeinde Suchý sind keine Ortsteile ausgewiesen.

## Sehenswürdigkeiten
- Kapelle